# Литература Албании

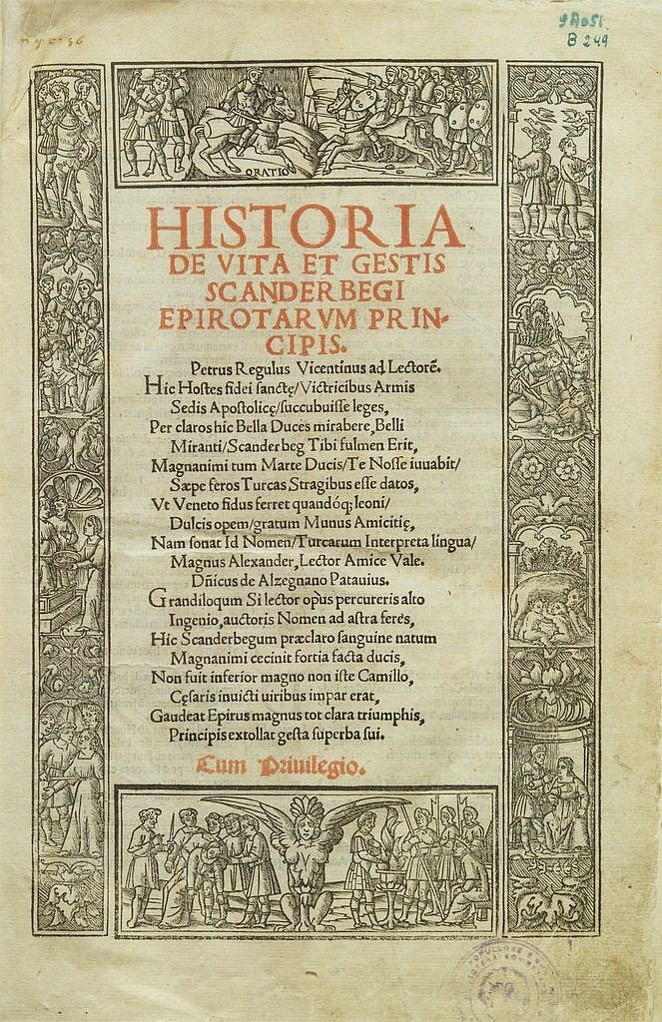
Мартин Барлети, «История Скандербега»

Албанская литература (алб. Letërsia shqipe) — литература, написанная на албанском языке. Данный термин может также относиться к литературе, написанной албанцами или в Албании.
При османском господстве (с 1500-х до начала 1900-х) на албанскую литературу значительное влияние оказывали турецкие и православные греческие легенды и предания. Различные истории передавались из поколения в поколение в виде героических поэм, легенд и историй. Устная традиция помогла сохранить язык и национальную идентичность. Для албанского народного эпоса характерен восьмисложный стих, не севере страны — десятисложный. Популярным героем является Скандербег, а также братья Халиль и Муйо которые противостоят турецкому султану. Помимо этого их врагами являются албанцы христиане — «славы», сербские юнаки. В частности Марко- Королевич. Известен сюжет о женщине замурованной в стене, распространён в балканском фольклоре, «крепость Розафта», и змееборстве: «Дердь Элез Алия». По последнему поставлена одноименная опера либретто которой написал Исмаил Кадаре. Сверхъестественное представлено в албанской мифологии вампирами-выступающими в женском облике, орами и занами — персонажи типа греческих мойр и нимф. А также Красой земли — сказочная красавица живёт под землёй, её руки добивается герой который порой напоминает восточного меджнуна-безумно влюбленного. Из Турции пришли анекдоты о Ходже Насредине и плешивом- персонаж типа Иванушки дурачка.
Старейший письменный документ на албанском языке датируется 1462 годом. Первое заметное произведение — «История Скандербега» Марина Барлети; написанная на латыни она получила широкую известность в Европе, в том числе в Московском царстве и Великом Княжестве Литовском. По ней был поставлен первый албанский фильм (снятый совместно с СССР; получивший премию на Канском кинофестивале).
К XVII веку относится поэма кардинала Петра Буди «Доктрина христианства» в духе католического барокко. Начиная с эпохи османского завоевания получила распространения мусульманская литература испытавшее влияние турецких, персидских и арабских образцов. Среди её заметных представителей Незим Фракула (1680—1760), Сулейман Наиби (?-1772), Хасан Зюко Камбери (1740-?). Темой их поэзии являются восхваление Ислама, сатира, любовь, жалобы на превратности судьбы.
В конце 1800-х годов, во времена Османской империи, братья Наим и Сами Фрашери стали одними из лидеров Албанского национального возрождения. Это националистическое движение вдохновляло многих авторов на протяжении десятилетий, — таких, как поэт Гергь Фишта. Можно упомянуть также Иеронима де Раду, чьё творчество ценили Ламартин и один из первых нобелевских лауреатов Фредерик Мистраль. Другим известным национальным писателем был православный епископ Фан Ноли, который стал лидером страны в 1920-х (он также был известным переводчиком). Соратником Ноли был Фаик Коница друг Гийома Аполинера, зачинатель албанского авангардизма. Первым образец албанской художественной прозы является «Охота горцев» Кристофорди — известного языковеда, есть русский перевод. В рассказе нашёл отражения культ священной горы Томори. В начале прошлого века с новеллами и мемуарами об антиосманской борьбе(есть перевод на русский фрагментов) выступал Михаль Грамено. Современниками Грамено были поэт Андон Чаюпи-автор первых пьес на албанском и Ндре Мьеды которому принадлежат лучшие сонеты в албанской поэзии.
Наиболее талантливым албанским поэтом и писателем межвоенной поры считается Николош Мигени, испытавший влияние таких писателей, как Горький и Ницше, а также так называемых «проклятых поэтов».
При коммунистическом режиме была строгая цензура, что сильно препятствовало литературной жизни страны. Были репрессированы первые албанские писательницы Мусина Кокалари и Сельфидже Чиу. Подвергался «идеологическому перевоспитанию» автор исторических романов Сабри Годо (будущий основатель Республиканской партии и соавтор Конституции Албании).
С падением однопартийной системы литература освободилась от цензуры и продолжила развиваться. Самым известным современным писателем Албании является неоднократный кандидат на Нобелевскую премию по литературе Исмаил Кадаре. Его оппонентом считается Касем Требешина, диссидент, критик соцреализма, предвосхитивший А. Д. Синявского, основоположник албанского постмодернизма. Можно отметить также Дритеро Аголы, Ведата Кокону — видного лингвиста, переводчика Шекспира, «Анны Карениной». На русский язык переведён его роман «По волнам жизни».